# Bernard Szajner
Bernard Szajner est un compositeur, théoricien de la musique, artiste plasticien et créateur de la harpe laser qu'il a d'ailleurs brevetée.

## Biographie

### Enfance
Né à Grenoble le 27 juin 1944, il est issu d’une famille de Juifs polonais exilés d'abord en Allemagne puis, du fait de l’idéologie nazie et de l'antisémitisme ambiant, en France. Il reçoit alors le nom de Wolf et passe ses premiers moments caché dans une cave. Durant son enfance, il entend l’histoire de son oncle, déporté et disparu à Auschwitz. Ce vécu influencera ses compositions musicales.

### Carrière
Bernard Szajner a fait ses armes en tant que technicien lumière et effets visuels auprès d’artistes tels que Magma, Gong, Stomu Yamashta ou encore The Who. Dans les années 1970, il devient l’un des pionniers de l’utilisation artistique et commerciale des technologies laser. Son succès se mesure à la renommée des clients qui le sollicitent (Cartier, Renault). Bernard Szajner a sorti cinq albums de musique électronique innovante et avant-gardiste entre 1979 et 1983.
Son premier album, Visions of Dune (1979), s’inspire du roman de science-fiction Dune de Frank Herbert et convie plusieurs musiciens tels que Hahn Rowe (en) ou encore Klaus Blasquiz. L'affiche du concert de cet album a été dessinée par Moebius. Son album Some Deaths Take Forever (1980) s’inspire du ressenti de deux prisonniers dans le couloir de la mort. Certains morceaux ont été initialement écrits pour la bande son d’un court-métrage d’Amnesty International. Klaus Blasquiz et Bernard Paganotti collaborent à ce projet. Le titre de son album Back to the Burner (1981) fait référence au roman Journey Without Maps de Graham Greene. La seconde partie s’inspire de son enfance, avec le triptyque Oswiecim (Auschwitz en polonais). L'album contient une version de Visions of Dune jouée à l'envers et à demi-vitesse. En 1983, il sort Brute Reason, son premier album solo produit par le label londonien Island Records et dont les textes sont écrits par Howard Devoto.
Vers la fin des années 1980, écœuré par l’industrie musicale, il choisit d’abandonner la musique pour se tourner vers les arts plastiques et numériques ainsi que le théâtre. Son travail reste tout de même une référence en matière de musique électronique et il est reconnu par ses pairs pour en être l’un des fers de lance[réf. souhaitée]. En 2012, il entreprend un retour aux sources en s'associant à l’artiste plasticien Yro pour remonter sur scène.

### Harpe laser
Bernard Szajner s’inspire du roman Nova, de Samuel Delany, pour créer, en 1980, la harpe laser (qu'il baptise Syringe). Cet instrument inverse la relation classique entre musique et lumière, où la seconde est au service de la première. Avec sa harpe laser, la musique et les effets lumineux sont sur un pied d’égalité. L’instrument, qui offre plus de libertés musicales qu’un synthétiseur classique grâce à un nombre plus important d’octaves, permet également d’assurer un show laser abouti. L’audio et le visuel sont alors engagés dans une relation d’interdépendance unique. La harpe laser rencontre un tel succès que Jean-Michel Jarre en commande un modèle à Bernard Szajner pour sa tournée en Chine. Malgré cela, Bernard Szajner n’utilise que modérément la harpe laser pour ses performances personnelles. En effet, il ne veut pas que le public assimile son travail à cette seule réalisation et considère que l’instrument, tout populaire et visuel qu'il est, ne doit pas prendre le pas sur la musique qu’il permet de composer. Il affirme par ailleurs avoir détruit sa harpe laser car elle détournait l'attention du public,. C’est ainsi qu’il continue à développer d’autres instruments audiovisuels en utilisant des dispositifs innovants comme le tactile ou l’holographie.

## Discographie

### Albums
- 1979, Visions of Dune, pathe/EMI.

- 1980, Some Deaths Take Forever, pathe/EMI.

- 1981, Superficial Music, IRC.

- 1981, Back to the Burner / Back to Siberia, Epic. Album en duo avec Karel Beer sous le pseudonyme de The (Hypothetical) Prophets.

- 1982, Wallenberg, Hypothetical records. Album en duo avec Karel Beer sous le pseudonyme de The (Hypothetical) Prophets.

- 1983, Around the World, Epic. Album en duo avec Karel Beer sous le pseudonyme de The (Hypothetical) Prophets.

- 1983, Brute Reason, Island Record.

### Maxis
- 1984, The Big Scare, New Rose. Maxi de 4 titres produit pour le label parisien indépendant New Rose.

- 1986, Indécent Délit, New Rose. Maxi de 4 titres produit pour le label parisien indépendant New Rose.

## Performances
- Juillet 1981 : Performance à la harpe laser, Festival de la science-fiction et de l’imaginaire, Metz
- 2012 : No Concert or C-Tunes, en collaboration avec Yro[8]. Performance audiovisuelle dont Bernard Szajner a écrit et joue la musique.

- 2013 : The Conference of the Birds, en collaboration avec Yro.
- 2014 : Evolution[3]